# Atena Paschko

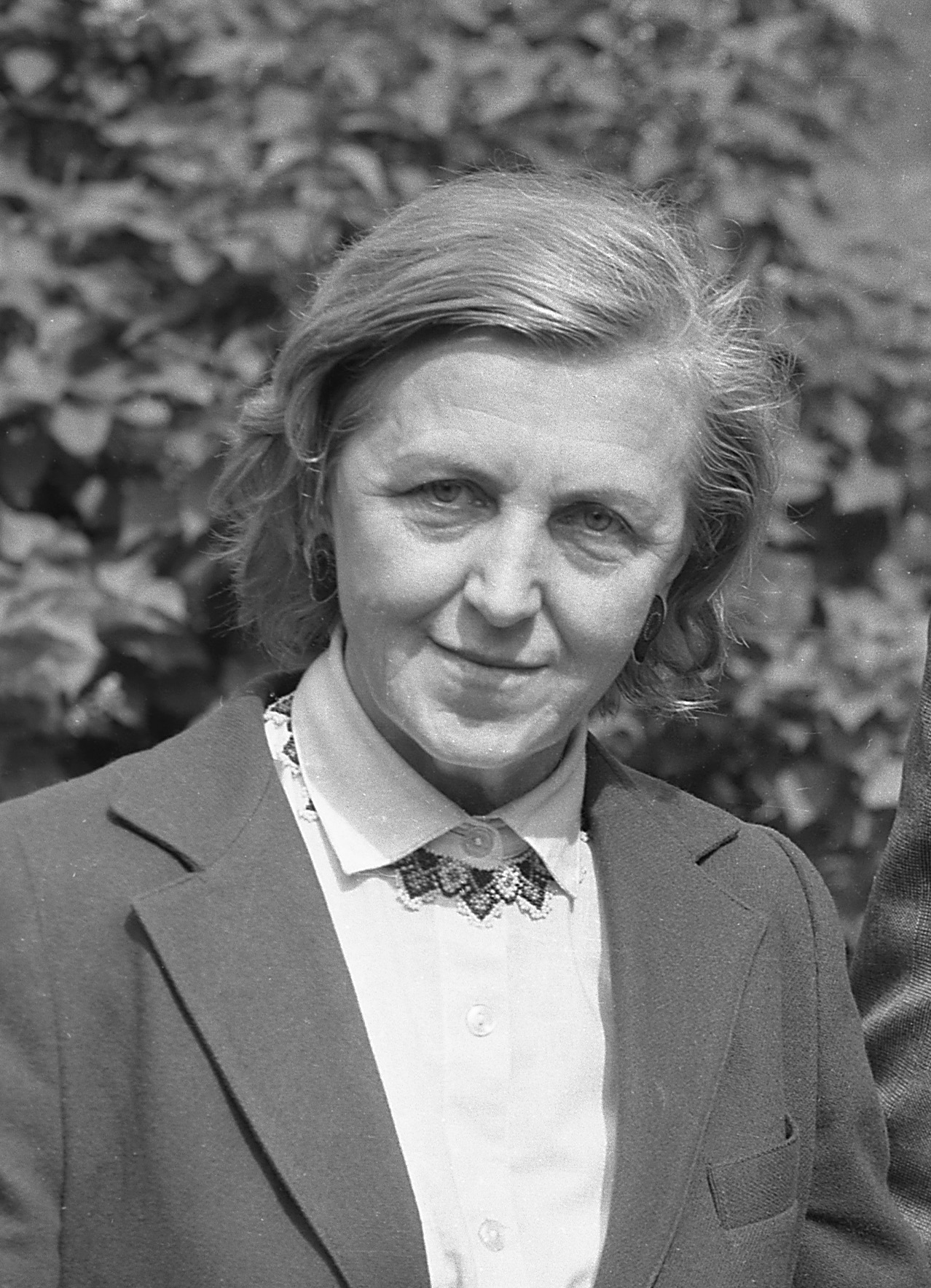
Atena Paschko, 1990

Atena-Swjatomyra Wassyliwna Paschko (ukrainisch Атена-Святомира Василівна Пашко; * 10. Oktober 1931 in Bystryzja, Rajon Drohobytsch; † 20. März 2012 in Kiew) war eine ukrainische Dichterin, soziale Aktivistin, Ehefrau von Wjatscheslaw Tschornowil.

## Leben und Wirken
Im Jahr 1948 machte sie ihr Abitur am Gymnasium in Sambir. Paschko verbarg ihr Interesse an Sprache, Literatur und Geschichte nicht, was ihren Vater erschreckte, denn zu dieser Zeit wurden viele Vertreter der Geisteswissenschaften vom sowjetischen Regime repressiert. Auf das Beharren ihrer Eltern hin besuchte Paschko das Institut für Forstwirtschaft in Lwiw und erwarb einen Abschluss als Chemieingenieurin.
Sie stand in regem Kontakt mit Vertretern der Sechziger, darunter mit der Familie Kalynez, Stefanija Schabatura, Iwan Switlytschnyj und anderen. Ein paar Jahre später lernte Atena Paschko  Wjatscheslaw Tschornowil kennen. Später, als Tschornowil in Jakutien in der Verbannung lebte, heirateten sie.
Im Jahr 1991 gründete Paschko die Gesamtukrainische Frauenunion [Союз українок] und leitete sie zehn Jahre lang. Für ihr Engagement für unterdrückte ukrainische Kulturschaffende wurde sie wiederholt schikaniert und mit Publikationsverboten belegt, sie überlebte Durchsuchungen, Kündigung und Inhaftierung. Sie beteiligte sich an der Herausgabe der Untergrundzeitschrift Ukrainischer Herold [Український вісник].
Nach dem Tod von Wjatscheslaw Tschornowil am 25. März 1999 bei einem Autounfall setzte Atena Paschko seine politische Mission in der Volksbewegung der Ukraine fort. Pasсhko starb im Alter von 80 Jahren in Kiew und wurde neben Wjatscheslaw Tschornowil auf dem Baikowe-Friedhof beigesetzt.

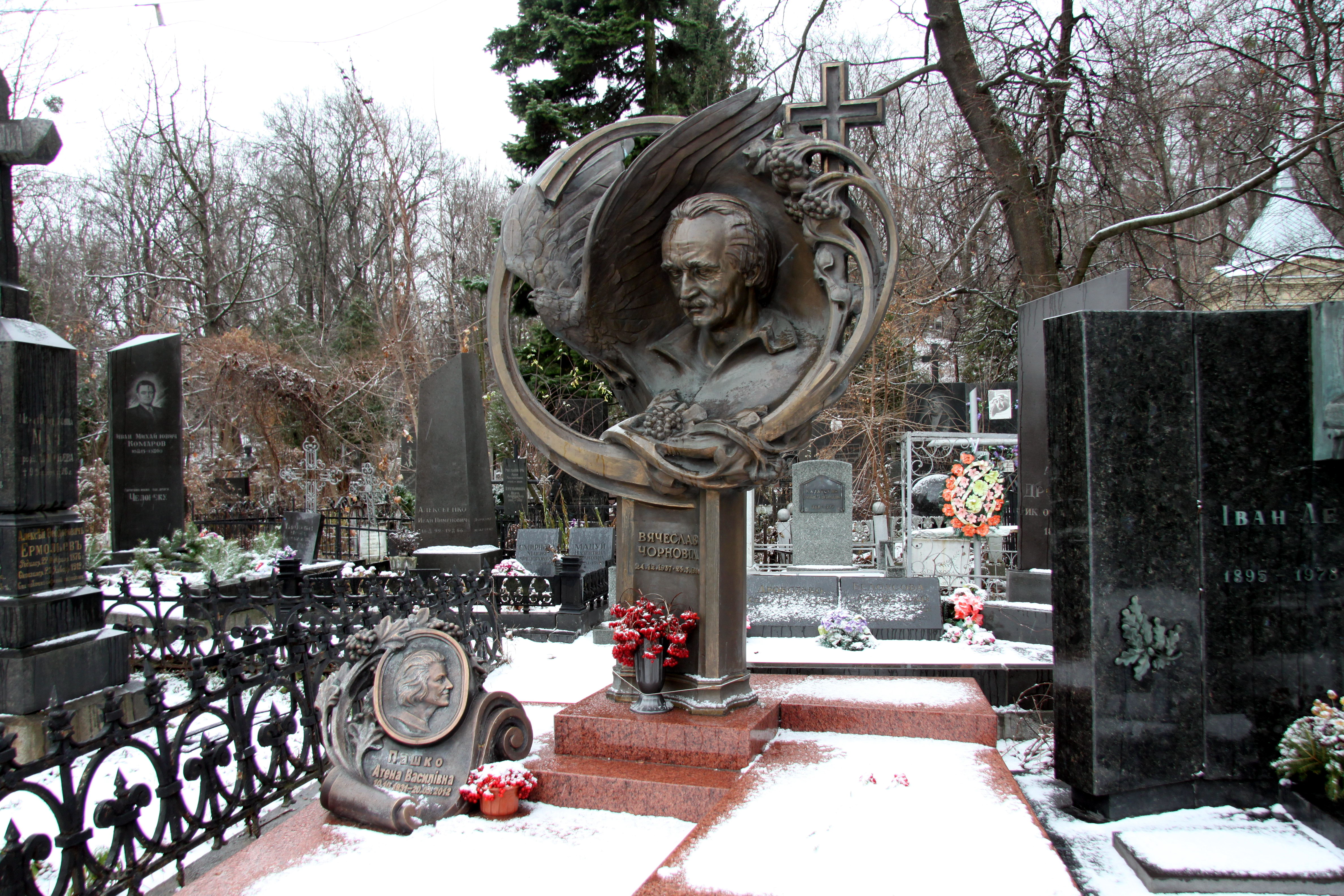
Grabmal von Tschornowil und Paschko auf dem Kiewer Baikowe-Friedhof

## Gedichtbände
- На перехрестях. [An den Kreuzungen]. Suchasnist, New York 1989, ISBN 3-89278-015-3
- На вістрі свічки. [An der Kerzenspitze]. Smoloskyp, Baltimore-Lwiw-Toronto 1991, ISBN   0-914834-67-3
- Лезо моєї стежки. [An der Klinge meines Pfades]. Smoloskyp, Kiew 2007, ISBN 966-8499-54-9

## Ehrungen
- Orden der Fürstin Olga III. Grades, 1997[8]
- Orden der Freiheit, 2009[9]